# Crivillén
Crivillén település Spanyolországban, Teruel tartományban. Crivillén Gargallo, Estercuel, Alloza és La Mata de los Olmos községekkel határos. Lakosainak száma 91 fő (2024).

## Népesség
A település népessége az utóbbi években az alábbiak szerint változott:
| Lakosok száma | 125  | 113  | 107  | 95   | 88   | 75   | 71   | 62   | 90   | 91   |
|               | 2001 | 2004 | 2007 | 2009 | 2012 | 2014 | 2017 | 2019 | 2022 | 2024 |